# 坎布冰流
坎布冰流（英語：Kamb Ice Stream）是南極洲的冰流，位於瑪麗伯德地，處於西南極冰蓋，在2001年以美國的冰川學家命名，該冰流現時由南極條約體系管理。